# ضريبة رقمية
مصطلح الضريبة الرقمية يعني مفهومًا لفرض الضرائب على الاقتصاد الرقمي. فالشركات الرقمية تستطيع أن تقدم منتجاتها بصفة عابرة للحدود وتحقق أرباحًا من دون أن يكون لها منشآت على أرض الواقع في البلد الذي يكون مصدرًا لربح هذه الشركات. ولذلك لا تساهم هذه الشركات بدفع الضرائب لأنها خارج القوانين الضريبية المعمول بها. قُدمت في عدد من البلدان مقترحات قوانين لفرض الضرائب على الشركات الرقمية، ومن بين هذه البلدان فرنسا التي أعلن وزير ماليتها فرض ضرائب رقمية ابتداءً من يناير 2019. كذلك يعمل الاتحاد الأوروبي على مشروع قانون بهذا الشأن.

## الاستشهادات
1. ↑  "فرنسا تفرض ضريبتها الرقمية على شركات التكنولوجيا". البوابة العربية للأخبار التقنية. 18 ديسمبر 2019. مؤرشف من الأصل في 2018-12-18. اطلع عليه بتاريخ 2019-11-13.